# Брагарник Микола Петрович
Мико́ла Петро́вич Брагарник — сержант Збройних сил України, учасник російсько-української війни, що трагічно загинув під час російського вторгнення в Україну в 2022 році.

## Нагороди
- Орден «За мужність» III ступеня (2022, посмертно) — за особисту мужність і самовіддані дії, виявлені у захисті державного суверенітету та територіальної цілісності України, вірність військовій присязі, зразкове виконання службового обов’язку.